# Oseluk
Oseluk, v nekaterih virih Osoluk ali Seluk, polovski (kumanski) kan, ki je vladal v 12. stoletju in veljal za tasta černigovskega kneza Olega Svjatoslaviča, * ni znano, † po 1127.

## Življenje
Leta 1127 je skupaj s kanom Ostašem na povabilo Vsevoloda Olgoviča pripeljal 7000 vojakov, se ustavil blizu Vira in k Vsevolodu poslal veleposlanike. Njegove veleposlanike so zadržali ljudje Jaropolka Vladimiroviča in jih poslali v Kursk. Kumani so nekaj časa čakali na njihovo vrnitev, potem pa so se zaradi strahu pred napadom umaknili.

## Družina
Imel je vsaj dva sinova: Tjunraka in Kamosa, ki sta sodelovala v knežjih državljanskih vojnah, in hčerko, ki je po nekaterih virih postala žena Olega Svjatoslaviča.

## Sklic
1. ↑  В. Н. Татищев История Российская. Часть 2 Arhivirano 2021-09-21 na Wayback Machine.